# چه راهی برای رفتن!
چه راهی برای رفتن! یا چه زندگی پرجنجالی! (انگلیسی: What a Way to Go!) فیلمی در ژانر کمدی رمانتیک و موزیکال به کارگردانی جی. لی تامپسون است که در سال ۱۹۶۴ منتشر شد.

## داستان
لوئیزا سعی می‌کند بیش از ۲۱۱ میلیون دلار را به خدماتِ دولتی ایالات متحده ببخشد، کارمندان دولت تصور می‌کنند این یک شوخی برای روز اول آپریل است و از این کار امتناع می‌کنند.  لوئیزا سپس به یک روانپزشک، دکتر استفانسون، مراجعه می‌کند و سعی می‌کند انگیزه‌اش را برای دادن تمام پول‌هایش توضیح دهد، و از خاطرات تمام زندگی‌اش و ازدواج‌های نافرجامش می‌گوید.
لوئیزا دوران کودکیِ خود را یک دختر ایده‌آل‌گرا توصیف می‌کند. مادرش که به پول علاقه دارد، لوئیزا را تحت فشار قرار می‌دهد تا با لئونارد کرالی، ثروتمندترین مرد شهر، ازدواج کند.  لوئیزا در عوض ادگار هاپر، دوست قدیمی مدرسه را انتخاب می‌کند که با الهام از هنری دیوید ثورو، زندگی ساده‌ای دارد. آنها ازدواج می‌کنند و فقیر اما شاد هستند زندگی آن‌ها به خوبی می‌گذرد تا اینکه هاپر تصمیم می‌گیرد برای رقابت با لیونارد کرالی به سمت موفقیت و ثروت برود. او با بی‌توجهی به لوئیزا برای فراهم کردن زندگی بهتر برای او، فروشگاه کوچک خود را به یک امپراتوری عظیم تبدیل می‌کند و کراولی را از کار می اندازد، ولی خودش نیز به‌دلیل کار بی‌وقفه و سخت می‌میرد.
لوئیزا که پس از مرگ هاپر، به یک میلیونر تبدیل شده است، قول می‌دهد که دیگر ازدواج نکند. او به پاریس سفر می‌کند و در آنجا با لری فلینت، هنرمند آوانگارد که در حال رانندگی تاکسی است، آشنا می‌شود. لوئیزا عاشق فلینت می‌شود و آنها با هم ازدواج و یک زندگی ایده‌آل و غیرعادی را آغاز می‌کنند. فلینت ماشینی اختراع می‌کند که صداها را به رنگ و نقاشی روی بوم تبدیل می‌کند. یک روز، لوئیزا موسیقی کلاسیک می‌نوازد و توسط این ماشین نقاشی زیبایی خلق می‌شود که فلینت در نخستین نمایشگاه قابل توجه خود آن را می‌فروشد و پس از آن موفق و مشهور می‌شود و نقاشی‌های بیشتری خلق می‌کند. او که اکنون حریص شده است، ماشین‌های بزرگ‌تری برای ایجاد آثار نقاشی می‌سازد. فلینت بی‌وقفه آثار هنری تولید می‌کند تا اینکه یک شب، ماشین‌ها به مخترع خود حمله می‌کنند و او را تا حد مرگ کتک می‌زنند و...

## بازیگران
- شرلی مک‌لین
- پل نیومن
- رابرت میچام
- دین مارتین
- جین کلی
- رابرت کامینگز
- دیک ون دایک
- مارگارت دومانت
- دیک ویلسون
- مارسل هیلر
- مارک بیلی
- تام کانوی
- ایو براویل
- والی ورنان
- فرد آلدریچ